# Rage (émotion)
Pour les articles homonymes, voir Rage.

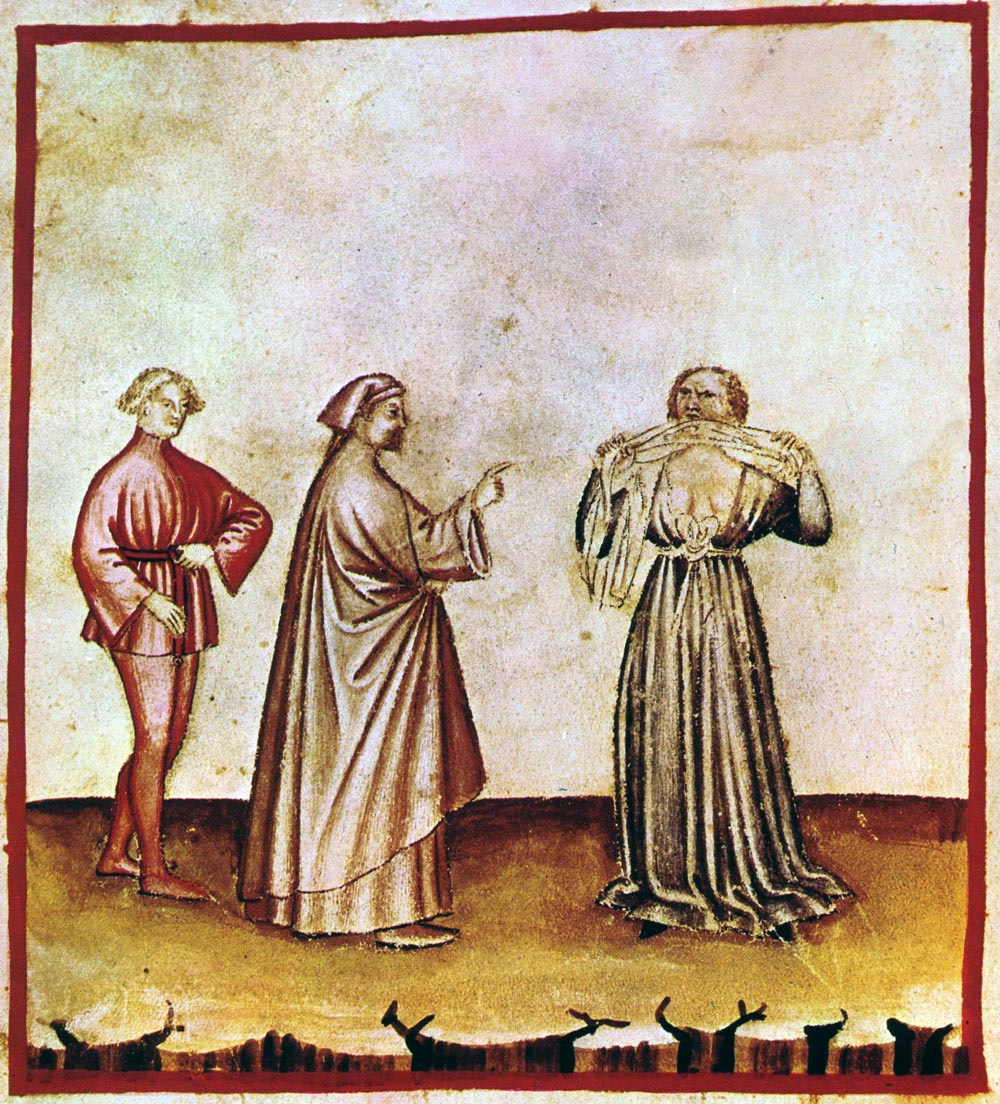
Rage, Tacuinum Sanitatis casanatensis (XIVe siècle).

Dans la psychiatrie, la rage est l'état mental le plus extrême du spectre de la colère. Lorsqu'un patient est sujet à la rage, cela se termine lorsque la menace n'est plus oppressante ou que le patient atteint de rage est immobilisé. Une autre fin du spectre est l'ennui. Des problèmes psychopathologiques tels que la dépression augmentent les chances et l'exposition à la rage,.
Dans le langage courant, la rage définit un état de fureur qui peut porter à des actes excessifs, voire à un besoin irrépressible (rage de vivre) ou un état de douleur intense (rage de dent). Sur le plan politique, le terme définit un désir de rejet intense.

## Historique
Une recherche démontre que l'espèce humaine fait expérience de la rage depuis les premières étapes de l'évolution sexuelle. Le stimulus de la réponse combat-fuite en est la preuve. Les hommes et les femmes font expérience d'une puissante poussée d'hormones lors d'une confrontation, face à une situation menaçante, ce qui résulte soit à une violence physique directe, soit à une fuite de la menace. Les menaces elles-mêmes ont évolué depuis le début de l'évolution de l'espèce humaine, mais la réponse combat-fuite reste la même. La rage est également un état d'esprit durant lequel de très grandes charges d'adrénaline sont libérées et le corps, comme précédemment expliqué, retourne à un instinct primitif. Dans cet état d'esprit, une seule pensée est transmise à la fois[réf. souhaitée] et le cerveau est incapable d'accomplir plus, ce qui fait que l'émotion motive beaucoup plus que la pensée.
La « rage », ainsi que le terme « enragé » sont également des termes utilisés pour décrire des mouvements très engagés (et qui revendiquant souvent cette appellation) qui agissent frontalement contre le fonctionnement du « système politique », voire de la société tout entière. Le terme d'« enragés » déjà utilisés durant la Révolution française mais qui revient périodiquement lors de mouvements revendicatifs intenses (Mai 68, mouvement des gilets jaunes).

## Aspect médical

### Biochimie
La rage survient lorsque l'ocytocine, la vasopressine, et la corticolibérine sont rapidement libérées de l'hypothalamus. Cela résulte d'une hypophyse produisant et libérant une large quantité d'hormones corticotropes, ce qui oblige le cortex surrénalien à libérer des corticostéroïdes. Cette réaction en chaîne survient lorsqu'un danger est omniprésent.

### Symptômes et effets
L'état d'esprit durant un épisode de rage mène l'individu à faire l'expérience de sa propre perception (pensée), et est souvent capable d'accomplir certaines choses qui, normalement, lui semblent physiquement et mentalement impossibles. Durant ces expériences, la rage décharge une très forte dose d'adrénaline dans tout le corps. Cela accroît la force physique et l'endurance de l'individu ; les sens deviennent plus développés et la sensation de douleur diminue. Les gens atteints de rage peuvent également faire l'expérience d'une sorte de perception lente. Un individu atteint de rage peut également percevoir une vision du tunnel, une petite surdité, une hausse des palpitations du cœur et une hyperventilation. Il se concentre seulement sur la source et l'origine de sa colère.

### Complications sur la santé
Certaines recherches suggèrent qu'un individu est plus susceptible à la dépression et à l'anxiété après avoir souffert d'une période de rage. Les effets sur la santé deviennent beaucoup plus néfastes si un individu tente de repousser ses sentiments de rage. Le stress cardiaque et l'hypertension sont d'autres complications pouvant apparaître lorsque l'individu est en proie à un sentiment de rage lors d'une période régulière.

### Types
D'après les psychologues, la rage est un comportement que n'importe quel individu peut exhiber sous toute forme. La rage est souvent utilisée pour dénoter les agressions hostiles/affectives/réactives. Elle dénote l'agression lorsque la colère est présente, motivée par les blessures infligées aux autres, et est caractérisée par des pensées impulsives avec un manque de réflexion. Ce type de comportement que personne ne souhaiterait voir chez d'autres individus ne persiste souvent pas lors de situations extrêmes. Certains psychologues, tels que Bushman et Anderson, expliquent que la dichotomie hostile/prédatrice, communément employée en tant que terme dans la psychologie, ne définit pas pleinement la rage, depuis qu'il est possible pour la colère de motiver l'agression, provoquant un comportement rancunier, sans y inclure les pensées impulsives qui sont une caractéristique de la rage.
Ils ciblent notamment des individus ou des groupes tels que Seung-Hui Cho dans la fusillade de l'université Virginia Tech ou Eric Harris et Dylan Klebold lors de la fusillade du lycée Columbine, et autres attentats suicide ; tous ceux-là ont clairement fait l'expérience d'une intense colère et de haine, dont la pensée (souvent durant plusieurs périodes annuelles) et le manque d'impulsion comportementale sont aisément observés[source insuffisante]. La rage provient de la colère, et ce, dans certains cas où celle-ci est présente, repoussant les limites du possible de l'individu. Plusieurs effets en provenance de la colère, et dont un individu l'exhibe, ont un lien très proche avec son comportement habituel. La rage est considérée en tant que réaction d'urgence et de détresse, durant laquelle les humains sont exposés lors de grands bouleversements liés à leur vie. La colère a tendance à être exprimée lorsqu'une personne fait face à une menace concernant sa fierté, sa position, son statut ou sa dignité[source insuffisante].
L'expression de la rage peut être très intense, souvent distinguée par une très forte défiguration et par la menace (ou l'exécution) des attaques physiques. La rage est associée aux individus souffrant de problèmes psychopathologiques. Cela peut conduire à une très forte violence physique, voire la mort[source insuffisante]. L'estime de soi est un autre facteur de la rage ; une évidence montre que certains individus qui se sous-estiment compenseraient leurs blessures en infligeant des blessures physiques aux autres lors d'un épisode de rage[source insuffisante]. Certains psychologues perçoivent la rage comme une cause interne, ce qui implique l'attaque envers soi plutôt qu'une attaque envers les autres. Ils pensent que cela conduit la rage à être plus intense et plus longue. Ils pensent également que la rage « auto-infligée » est une réponse narcissique à une partie des blessures antérieures. La rage, sous ses questions théoriques, est causée par une colère accumulée par des traumatismes du passé. Ces pensées sont enfouies au plus profond de la mémoire[source insuffisante].

### Théorie de Cannon-Bard
Certaines questions sont remises en cause sur le comportement des individus lorsqu'ils sont enragés. Les meurtres causés par la rage ou les crimes passionnels sont commis par des individus perdant tout contrôle sur eux-mêmes. La théorie de Cannon-Bard maintient que les émotions sont perçues avant la réaction physiologique. Ces réactions impliquent un rythme cardiaque élevé et une forte transpiration[source insuffisante].

### Traitements
Type de thérapie
Les techniques de la thérapie cognitive ont aidé les individus à contrôler leur rage et leurs angoisses. Le jeu de rôle et une étude personnalisée sont les deux techniques principales utilisées pour aider les individus à canaliser la rage. Le but du jeu de rôle est d'énerver le patient jusqu'au point de rage et ensuite tenter de lui montrer comment la contrôler[source insuffisante].

## Aspects politiques

### AuXVIIIesiècle
Lors de la Révolution française, les Enragés désigne un groupe révolutionnaire qui eut notamment pour animateur un prêtre constitutionnel nommé Jacques Roux. Leur action durant la période révolutionnaire se situe entre février et octobre 1793.
Pour l'historien Jules Michelet, « les Enragés étaient des fanatiques d'une portée inconnue, d'un fanatisme redoutable, emportés par un souffle vague encore, mais qui allait se fixer peut-être, prendre forme, et pour une révolution en face de la Révolution » ». Depuis, des études plus attentives, telles que celle de Jean Jaurès, de Mathiez, et les travaux récents d'Albert Soboul sur la mouvance des sans-culottes parisiens permettent de mieux comprendre leur action et leurs revendications.

### AuXXesiècle
L'Enragé, journal satirique considéré comme d’inspiration anarchiste et fondé au début de mai 1968 par Jean-Jacques Pauvert fut distribué jusqu'en novembre 1968 après 12 numéros.

### AuXXIesiècle
La chanteuse Keny Arkana qui fait partie du collectif La Rage du peuple créé en 2004 dans le quartier de Noailles à Marseille crée et publie une chanson dénommée La Rage connue grâce au clip diffusé sur internet en mai 2006.